# Boselaphini
Boselaphini – plemię ssaków z podrodziny bawołów (Bovinae) w obrębie rodziny wołowatych (Bovidae).

## Zasięg występowania
Plemię obejmuje gatunki występujące w stanie dzikim w południowej Azji (Pakistan, Indie i Nepal).

## Morfologia
Długość ciała 90–210 cm, długość ogona 10–53 cm, wysokość w kłębie 55–140 cm; długość rogów 15–24 cm; masa ciała 15–288 kg.

## Podział systematyczny
Do plemienia należą następujące występujące współcześnie rodzaje:
- Boselaphus de Blainville, 1816 – nilgau – jedynym żyjącym współcześnie przedstawicielem jest Boselaphus tragocamelus (Pallas, 1766) – nilgau indyjski
- Tetracerus Leach, 1825 – czykara – jedynym przedstawicielem jest Tetracerus quadricornis (de Blainville, 1816) – czykara dekańska

Opisano również rodzaje wymarłe:
- Austroportax Kretzoi, 1941[12] – jedynym przedstawicielem był Austroportax latifrons (Sickenberg, 1929)
- Duboisia Stremme, 1911[13]
- Elachistoceras H. Thomas, 1977[14] – jedynym przedstawicielem był Elachistoceras khauristanense H. Thomas, 1977
- Eotragus Pilgrim, 1939[15]
- Helicoportax Pilgrim, 1937[16]
- Kipsigicerus H. Thomas, 1984[17] – jedynym przedstawicielem był Kipsigicerus labidotus (Gentry, 1970)
- Miotragocerus Stromer, 1928[18]
- Pachyportax Pilgrim, 1937[19]
- Pliodorcas Kretzoi, 1975[20] – jedynym przedstawicielem był Pliodorcas splendens Kretzoi, 1975
- Plioportax Korotkevich, 1975[21] – jedynym przedstawicielem był Plioportax ucrainica Korotkevich, 1975
- Protragocerus Depéret, 1887[22]
- Ruticeros Pilgrim, 1939[23]
- Selenoportax Pilgrim, 1937[24]
- Sivaceros Pilgrim, 1937[25]
- Sivaportax Pilgrim, 1939[26] – jedynym przedstawicielem był Sivaportax dolabella Pilgrim, 1939
- Sivoreas Pilgrim, 1939[27]
- Strepsiportax Pilgrim, 1939[28] – jedynym przedstawicielem był Strepsiportax gluten Pilgrim, 1937
- Tragoportax Pilgrim, 1939[29]